# Tanganikallabes mortiauxi
Tanganikallabes mortiauxi is een straalvinnige vissensoort uit de familie van de kieuwzakmeervallen (Clariidae). De wetenschappelijke naam van de soort is voor het eerst geldig gepubliceerd in 1943 door Poll.